# 農地
農地（のうち、英: agricultural land）とは、一般的には耕作の目的に供される土地のこと。国際的な統計では農業地域（農地）は耕作地と永年草地・放牧地の総称をいう。農林統計上使われる用語としては、耕地と呼ばれる。加えて農業振興地域内の農用地区域農地は公共で保全されるべき農地であり転用規制されるため補助の対象となるべき農地とされている。現在農林水産省は全国の農地を全て一筆毎耕作放棄地等把握をしている。

## 概説
家畜や農作物を育てるためには土地が必要である。農作物は全て植物であり、基本的に、呼吸をし大気から窒素、二酸化炭素などをとりこみ組織を成長させまたそれを原料に（光合成したものを）備蓄しているのに加えて、地面からも水分や養分を吸収し、太陽の光を受けて光合成を行っているわけで、農地には、適度な空気の流れがあること、十分な水分が含まれていること、相応の養分が含まれていること、適度な日照があることなど、求められる条件は多い。灌漑により、もともと乾いていて農業には適さない土地にも水分を与えられるようになり農地を広げることができるようになった。さらに井戸を掘り地下水をくみ上げることでも農地を増やせるようになった。痩せた土地（養分が少ない土壌）には家畜の糞や人糞を施し養分を補うことでも農地とすることができるようになった。20世紀に化学肥料がさかんに開発、多用されるようになると農地開発はさらに簡便になったが、これは長期的に見るとさまざまな深刻な副作用もあり、近年ではむしろ有機農法に回帰することもさかんに行われている。なお地中に有害物質が含まれている土地や塩分が過剰な土地は農地には不適である。
また、家畜を育てるための土地には放し飼いならば牧草地帯が最適である。
30か国の統計によると農地面積の平均約75％が世帯や個人の所有であり、これら30か国では家族農家が食料の80％以上を生産していると推定されている。家族農家が所有する農地は森林、牧草地、漁場なども含む生産環境の一部になっていることが多い。そのため、食料安全保障、栄養学や生物学、生物の多様性、水と土壌の保全や涵養、収入の創出など多様な側面を有する。

### 国際的な統計と分類
国際的な統計では農業地域（農地）は耕作地、永年草地・放牧地の総称をいう。耕作地には可耕地と永年作物地がある。
FAOSTAT（FAO統計データベース）による農業地域の分類は以下のとおり。
- 耕作地(arable land) - 短年性作物（たとえば一年性作物や数年だけ収穫する作物）を収穫する土地、草地、放牧のための一時的な牧草地、市場作物栽培地、家庭菜園、一時的休閑地（5年未満）など[2]。
- 永年作物地 - 永年性作物（英語版）つまり数年間は植え替えを行わない作物（たとえばココアやコーヒーなど）を収穫する土地など[2]。
- 永年草地・放牧地 - 草本飼料作物を育てるため、5年以上使用される土地（そこには栽培地、自生地（野生草原や放牧地）のどちらも含む）[2]。

## 各地の農地
ヨーロッパ
アフリカ
中東
中央アジア
ロシア
東アジア・東南アジア
日本
日本の農地法では、農地は「耕作の目的に供される土地」と定義されている。これ以外の土地で、主として耕作もしくは養畜の事業のための採草または家畜の放牧の目的に供されるものは、とくに採草放牧地というが、広義にはこれを含み、農用地ともいう。さらに広い意味での農地は、農畜産物の生産、貯蔵などのための農業用施設用地も含む。
日本における法令上の農地の分類は以下のとおり（農地転用のための立地基準に基づく）。
- 農用地区域 - 市町村が定める農業振興地域整備計画において指定（農振法第8条第2項第1号）
- 甲種農地 - 第1種農地の条件を満たす農地であって、市街化調整区域内の土地改良事業等の対象となった農地等、特に良好な営農条件を備えている農地（農地法第4条第6項第1号ロ、同法第5条第2項第1号ロ、同施行令第6条）
- 乙種農地
  - 第1種農地 - 10ha以上の規模の一団の農地、土地改良事業等の対象となった農地等、良好な営農条件を備えている農地（農地法第4条第6項第1号ロ、同法第5条第2項第1号ロ、同施行令第5条）
  - 第2種農地 - 市街地化が見込まれる農地（農地法第4条第6項第1号ロ（1）、同法第5条第2項第1号ロ（2）、同施行令第8条、同施行令第15条）、又は生産性の低い小集団の農地農地法第4条第6項第2号ロ（1）、同法第5条第2項第2号）
  - 第3種農地 - 市街地の区域又は市街地化の傾向が著しい区域にある農地（農地法第4条第6項第1号ロ（1）、同法第5条第2項第1号ロ(1)、同施行令第7条、同施行令第14条）

日本の耕地面積（2018年）（出典：平成30年耕地及び作付面積統計）は、4万4200平方キロメートルである。
北米
南米